# 링크트레이너

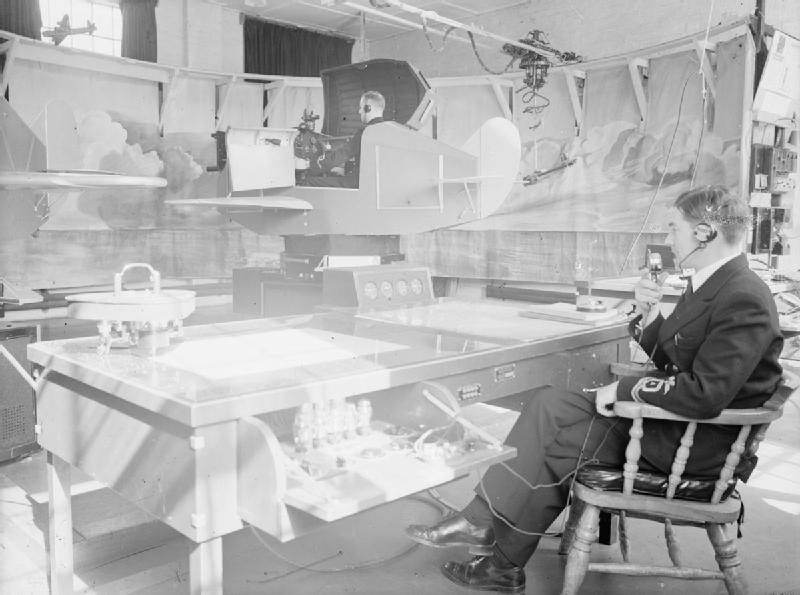
1943년의 링크트레이너

링크트레이너(Link Trainer)는 에드 링크에 의해 설립된 링크 애비에이션 디바이시스에 의해 1930년대 초부터 1950년대 초 사이 생산된 비행 시뮬레이터 시리즈를 이르는 말이다. 다른 이름으로 블루박스(blue box), 파일럿 트레이너(pilot trainer)가 있다. 1929년 빙엄턴에서 에드 링크의 가업에서 개척한 기술에 기반을 둔다. 제2차 세계 대전 기간 중에 거의 모든 전투 국가에 의해 주된 파일럿 훈련 지원 수단으로서 사용되었다.
오리지널 링크 트레이너는 1929년에 비행계기를 통해 비행하는 방법을 새로운 조종사들에게 교육하기 위한 안전한 방법의 필요 속에서 개발되었다.

## 같이 보기
- 항공 안전
- 비행 시뮬레이션